# Apofillitcsoport
Az apofillit-csoport a Szilikátok ásványosztály rétegszilikátok (filoszilikátok) alosztályának önálló csoportja. A csoport ásványai  jellemzően (Si4O10) atomcsoportot tartalmaznak. Az ásványok tetragonális vagy áltetragonális rendszerben kristályosodnak. Különös tulajdonságuk, hogy a réteges szerkezetnek köszönhetően könnyen és jól hasadnak. A minerológusok egy része a csoport tagjait, eltérő összetételük alapján külön sorozatokba sorolják.

## Az apofillit-csoport ásványai

### Apofillit
(Fluorapofillit)

### Ashcroftin-Y
Tetragonális kristályrendszerű.

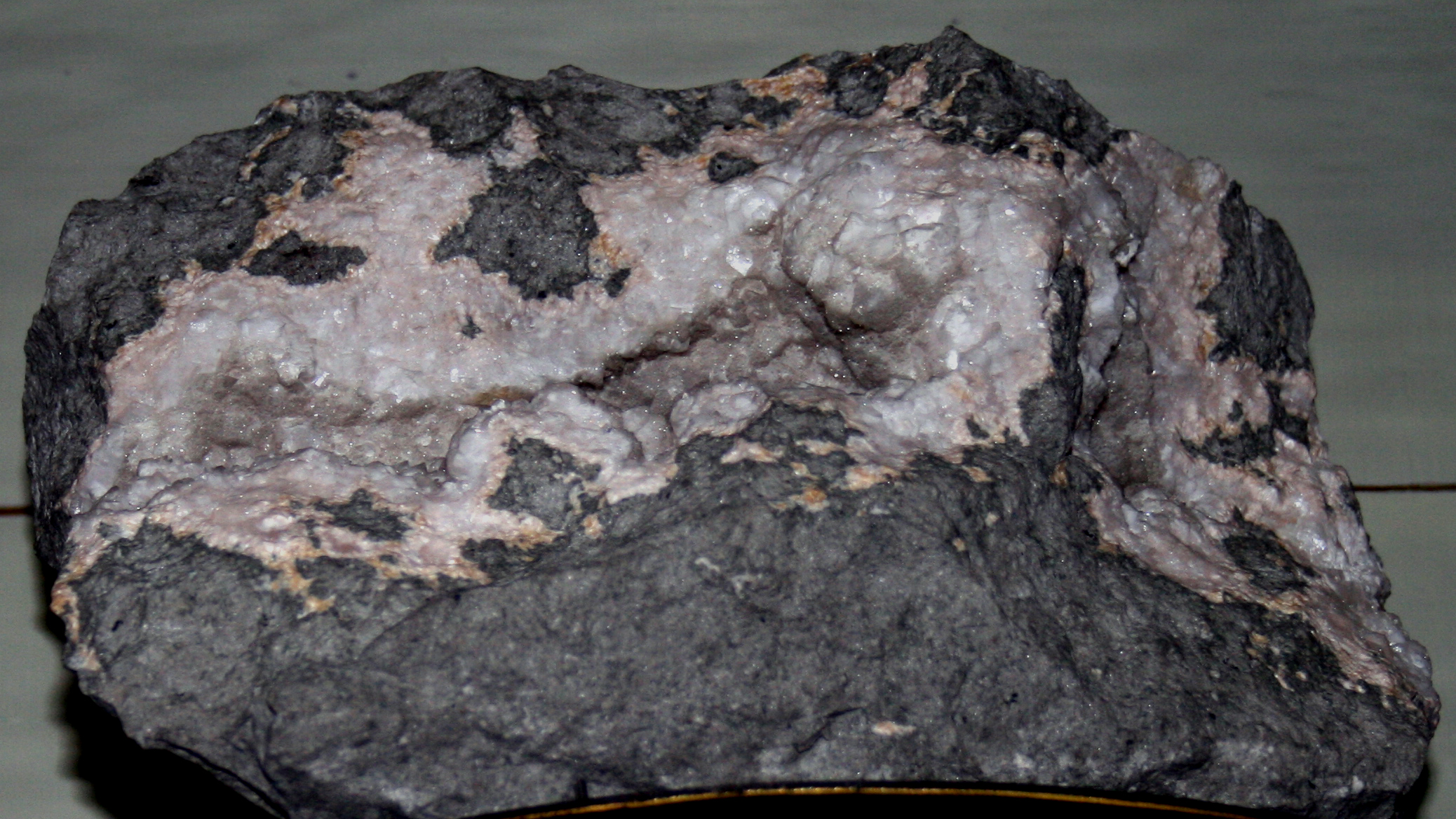
Apofillit.

- Kémiai képlete:  K5Na5(Y,Ca)12Si28O70(OH)2(CO3)8x8(H2O).
- Sűrűsége:  2,61 g/cm³.
- Keménysége: 5,0  (a Mohs-féle keménységi skála szerint).
- Színe: rózsaszín, barnás rózsaszín.
- Fénye: üvegfényű
- Átlátszósága: áttetsző
- Pora:  fehér
- Kémiai összetétele:
- Kálium (K) = 5,1%
- Nátrium (Na) = 3,0%
- Ittrium (Y) = 23,3%
- Kalcium (Ca) = 2,1%
- Szilícium (Si) = 20,7%
- Hidrogén (H) = 0,4%
- Szén (C) = 2,5%
- Oxigén (O) = 42,9%

### Carletonit
Tetragonális kristályrendszerű.
- Kémiai képlete:  KNa4Ca4Si8O18(CO3)4(OH,F)x(H2O).
- Sűrűsége::  2,45 g/cm³.
- Keménysége: 4,0-4,5  (a Mohs-féle keménységi skála szerint).
- Színe: színtelen, világoskék, barnás kék, rózsaszín.
- Fénye: gyöngyházfény
- Átlátszósága: áttetsző
- Pora:  fehér
- Kémiai összetétele:
- Kálium (K) = 2,8%
- Nátrium (Na) = 7,8%
- Kalcium (Ca) = 14,6%
- Szilícium (Si) = 21,9%
- Hidrogén (H) = 0,3%
- Szén (C) = 4,3%
- Fluor (F) = 0,7%
- Oxigén (O) = 47,6%

### Dalyit
Triklin rendszerben kristályosodik.
- Kémiai képlete:  K2ZrSi6O15.
- Sűrűsége: 2,84 g/cm³.
- Keménysége: 7,5  (a Mohs-féle keménységi skála szerint).
- Színe: színtelen.
- Fénye: üvegfényű
- Átlátszósága: átlátszó, áttetsző
- Pora:  fehér
- Kémiai összetétele:
- Kálium (K) = 13,5%
- Cirkónium (Zr) = 15,8%
- Szilícium (Si) = 29,2%
- Oxigén (O) = 41,5%

### Davanit
Triklin rendszerben kristályosodik.
- Kémiai képlete:  K2TiSi6O15.
- Sűrűsége: 2,76 g/cm³.
- Keménysége: 5,0  (a Mohs-féle keménységi skála szerint).
- Színe: színtelen.
- Fénye: üvegfényű
- Átlátszósága: átlátszó, áttetsző
- Pora:  fehér
- Kémiai összetétele:
- Kálium (K) = 14,6%
- Titán (Ti) = 8,9%
- Szilícium (Si) = 31,6%
- Oxigén (O) = 44,9%

### Ertixiit
Szabályos rendszerben kristályosodik.
- Kémiai képlete:  Na2Si4O9.
- Sűrűsége: 2,35 g/cm³.
- Keménysége: 5,5-6,5  (a Mohs-féle keménységi skála szerint).
- Színe: színtelen, fehér.
- Fénye: üvegfényű
- Átlátszósága:  áttetsző
- Pora:  fehér
- Kémiai összetétele:
- Nátrium (Na) = 15,2%
- Szilícium (Si) = 37,2%
- Oxigén (O) = 47,6%

### Fenakszit
Triklin rendszerben kristályosodik.
- Kémiai képlete:  (K,Na,Ca)4(Fe,Mn)2Si8O20(OH,F).
- Sűrűsége: 2,74 g/cm³.
- Keménysége: 5,0-5,5  (a Mohs-féle keménységi skála szerint).
- Színe: világos rózsaszín, barna
- Fénye: gyöngyházfényű
- Átlátszósága:  áttetsző
- Pora:  fehér
- Kémiai összetétele:
- Kálium (K) = 8,7%
- Nátrium (Na) = 4,3%
- Kalcium (Ca) = 3,5%
- Vas (Fe) = 11,8%
- Mangán (Mn) = 2,0%
- Szilícium (Si) = 27,8%
- Oxigén (O) = 41,3%
- Fluor (F) = 0,5%
- Hidrogén (H) = 0,1%

### Gillespit
Tetragonális kristályrendszerű.
- Kémiai képlete:  BaFeSi4O10.
- Sűrűsége: 3,3 g/cm³.
- Keménysége: 3,0-4,0  (a Mohs-féle keménységi skála szerint).
- Színe: vörös
- Fénye: üvegfényű
- Átlátszósága:  áttetsző
- Pora:  barnás
- Kémiai összetétele:
- Bárium (Ba) = 29,5%
- Vas (Fe) = 12,0%
- Szilícium (Si) = 24,5%
- Oxigén (O) = 34,4%

### Grumantit
Kristályrendszere: orthorombikus.
- Kémiai képlete:  NaHSi2O5x(H2O).
- Sűrűsége: 2,21 g/cm³.
- Keménysége: 4,0-5,0  (a Mohs-féle keménységi skála szerint).
- Színe: hófehér
- Fénye: gyöngyházfényű
- Átlátszósága:  áttetsző
- Pora:  fehér
- Kémiai összetétele:
- Nátrium (Na) = 4,3%
- Hidrogén (H) = 1,7%
- Szilícium (Si) = 31,5%
- Oxigén (O) = 53,9%

### Hialotekit
Triklin rendszerben kristályosodik.
- Kémiai képlete:  (Ba,Pb,K,Ca)6(B,Si,Al)2(Si,Be)10O28(F,Cl).
- Sűrűsége: 3,81 g/cm³.
- Keménysége: 5,5  (a Mohs-féle keménységi skála szerint).
- Színe: fehér, gyöngyszürke
- Fénye: gyémántfényű
- Átlátszósága:  áttetsző
- Pora:  fehér
- Kémiai összetétele:
- Kálium (K) = 1,5%
- Bárium (Ba) = 25,8%
- Kalcium (Ca) = 3,0%
- Berillium (Be) = 1,4%
- Alumínium (Al) = 0,3%
- Szilícium (Si) = 14,2%
- Oxigén (O) = 28,1%
- Fluor (F) = 0,9%
- Ólom (Pb) = 23,4%
- Bór (B) = 0,8%
- Klór (Cl) = 0,6%

### Kanemit
Kristályrendszere orthorombikus.
- Kémiai képlete:  NaHSi2O5x3(H2O.
- Sűrűsége: 1,93 g/cm³.
- Keménysége: 4,0  (a Mohs-féle keménységi skála szerint).
- Színe: színtelen, fehér
- Fénye: üvegfényű
- Átlátszósága:  átlátszó,áttetsző
- Pora::  fehér
- Kémiai összetétele:
- Nátrium (Na) = 10,7%
- Szilícium (Si) = 26,2%
- Oxigén (O) = 59,8%
- Hidrogén (H) = 3,3%

### Kegelit
Monoklin rendszerben kristályosodik.
- Kémiai képlete:   Pb8Al4Si8O20(SO4)2(CO3)4(OH)8.
- Sűrűsége: 4,5 g/cm³.
- Keménysége: ???  (a Mohs-féle keménységi skála szerint).
- Színe: színtelen, gyöngyfehér
- Fénye: gyöngyházfényű
- Átlátszósága:  áttetsző
- Pora:  fehér
- Kémiai összetétele:
- Ólom (Pb) = 57,6%
- Alumínium (Al) = 3,7%
- Szilícium (Si) = 7,8%
- Oxigén (O) = 26,7%
- Kén (S) = 2,2%
- Szén (C) = 1,7%
- Hidrogén (H) = 0,3%

### Kenyait
Monoklin kristályrendszerű
- Kémiai képlete:  Na2Si22O41(OH)8x6(H2O).
- Sűrűsége: 3,18 g/cm³.
- Keménysége: ???  (a Mohs-féle keménységi skála szerint).
- Színe: fehér
- Fénye: üvegfényű, UV fényben fluoreszkál
- Átlátszósága:  áttetsző
- Pora:  fehér
- Kémiai összetétele:
- Nátrium (Na) = 2,9%
- Szilícium (Si) = 39,5%
- Oxigén (O) = 56,3%
- Hidrogén (H) = 1,3%

### Kuprorivait
Tetragonális rendszerben kristályosodik.
- Kémiai képlete:  CaCuSi4O10.
- Sűrűsége: 3,08 g/cm³.
- Keménysége: 5,0  (a Mohs-féle keménységi skála szerint).
- Színe: kék
- Fénye: üvegfényű
- Átlátszósága:  áttetsző
- Pora:  világoskék
- Kémiai összetétele:
- Kalcium (Ca) = 10,7%
- Réz (Cu) = 16,9%
- Szilícium (Si) = 29,8%
- Oxigén (O) = 42,6%

### Latiumit
Monoklin kristályrendszerű.
- Kémiai képlete:  (Ca,K,Na)8(Al,Mg,Fe)(Si,Al)10O23(SO4CO3).
- Sűrűsége: 2,93 g/cm³.
- Keménysége: 5,5-6,0  (a Mohs-féle keménységi skála szerint).
- Színe: fehér
- Fénye: üvegfényű
- Átlátszósága:  áttetsző
- Pora:  fehér
- Kémiai összetétele:
- Kálium (K) = 5,9%
- Nátrium (Na) = 0,8%
- Kalcium (Ca) = 21,1%
- Vas (Fe) = 0,8%
- Magnézium (Mg) = 0,4%
- Szilícium (Si) = 13,2%
- Oxigén (O) = 41,9%
- Kén (S) = 2,3%
- Szén (C) =0,4%

### Litidionit
Triklin rendszerben kristályosodik.
- Kémiai képlete:  KNaCuSi4O10.
- Sűrűsége: 2,75 g/cm³.
- Keménysége: 5,0-6,0  (a Mohs-féle keménységi skála szerint).
- Színe: fehér, kék
- Fénye: üvegfényű
- Átlátszósága:  áttetsző
- Pora:  kékesfehér
- Kémiai összetétele:
- Kálium (K) = 9,8%
- Nátrium (Na) = 5,8%
- Réz (Cu) = 15,9%
- Szilícium (Si) = 28,3%
- Oxigén (O) = 40,2%

### Magadiit
Monoklin rendszerben kristályosodik.
- Kémiai képlete:  NaSi7O13(OH)3x4(H2O).
- Sűrűsége: 2,23 g/cm³.
- Keménysége: 2,0  (a Mohs-féle keménységi skála szerint).
- Színe: fehér
- Fénye: üvegfényű
- Átlátszósága:  áttetsző
- Pora:  fehér
- Kémiai összetétele:
- Nátrium (Na) = 4,2%
- Szilícium (Si) = 35,7%
- Oxigén (O) = 58,1%
- Hidrogén (H) = 2,0%

### Makatit
Monoklin rendszerben kristályosodik.
- Kémiai képlete:  Na2Si4O8(OH)2x4(H2O).
- Sűrűsége: 2,07 g/cm³.
- Keménysége: ???  (a Mohs-féle keménységi skála szerint).
- Színe: fehér
- Fénye: gyöngyházfényű
- Átlátszósága:  áttetsző
- Pora:  fehér
- Kémiai összetétele:
- Nátrium (Na) = 11,7%
- Szilícium (Si) = 28,6%
- Oxigén (O) = 57,1%
- Hidrogén (H) = 2,6%

### Nátroszilit
Monoklin kristályrendszerű.
- Kémiai képlete:  Na2Si2O5.
- Sűrűsége: 2,48 g/cm³.
- Keménysége: 5,0  (a Mohs-féle keménységi skála szerint).
- Színe: fehér
- Fénye: gyöngyházfényű
- Átlátszósága:  áttetsző
- Pora:  fehér
- Kémiai összetétele:
- Nátrium (Na) = 25,2%
- Szilícium (Si) = 30,8%
- Oxigén (O) = 44,0%

### Revdit
Monoklin rendszerben kristályosodik.
- Kémiai képlete:  Na2Si2O5x5(H2O).
- Sűrűsége: 1,94 g/cm³.
- Keménysége: 2,0  (a Mohs-féle keménységi skála szerint).
- Színe: színtelen, fehér
- Fénye: gyöngyházfényű
- Átlátszósága:  áttetsző
- Pora:  fehér
- Kémiai összetétele:
- Nátrium (Na) = 16,9%
- Szilícium (Si) = 20,6%
- Oxigén (O) = 58,8%
- Hidrogén (H) = 3,7%

### Saubornit
Orthorombikus rendszerű.
- Kémiai képlete:  BaSi2O5.
- Sűrűsége: 3,74 g/cm³.
- Keménysége: 5,0  (a Mohs-féle keménységi skála szerint).
- Színe: színtelen, fehér
- Fénye: üvegfényű
- Átlátszósága:  áttetsző
- Pora:  fehér
- Kémiai összetétele:
- Bárium (Ba) = 50,2%
- Szilícium (Si) = 20,5%
- Oxigén (O) = 29,3%

### Searlesit
Monoklin rendszerben kristályosodik.
- Kémiai képlete:  NaBSi2O5(OH)2.
- Sűrűsége: 2,45 g/cm³.
- Keménysége: 1,0-2,0  (a Mohs-féle keménységi skála szerint).
- Színe: fehér, világosbarna
- Fénye: üvegfényű
- Átlátszósága:  áttetsző
- Pora:  fehér
- Kémiai összetétele:
- Nátrium (Na) = 11,3%
- Szilícium (Si) = 27,5%
- Oxigén (O) = 54,9%
- Bór (B) = 5,3%
- Hidrogén (H) = 1,0%

### Szilinait
Monoklin kristályrendszerű.
- Kémiai képlete:  NaLiSi2O5x2(H2O).
- Sűrűsége: 2,24 g/cm³.
- Keménysége: 4,5  (a Mohs-féle keménységi skála szerint).
- Színe: színtelen, fehér
- Fénye: üvegfényű
- Átlátszósága:  opak
- Pora:  fehér
- Kémiai összetétele:
- Nátrium (Na) = 11,4%
- Lítium (Li) = 3,4%
- Szilícium (Si) = 27,8%
- Oxigén (O) = 55,4%
- Hidrogén (H) = 2,0%

### Toszkanit
Monoklin rendszerben kristályosodik.
- Kémiai képlete:  K(Na,Ca)6(Si.Al)10O22(SO4,CO3(OH´2)x(H2O).
- Sűrűsége: 2,83 g/cm³.
- Keménysége: 5,5-6,0  (a Mohs-féle keménységi skála szerint).
- Színe: színtelen
- Fénye: üvegfényű
- Átlátszósága:  áttetsző
- Pora:  fehér
- Kémiai összetétele:
- Kálium (K) = 3,2%
- Nátrium (Na) = 1,0%
- Kalcium (Ca) = 19,8%
- Alumínium (Al) = 9,1%
- Szilícium (Si) = 16,1%
- Oxigén (O) = 45,8%
- Kén (S) = 4,1%
- Hidrogén (H) = 0,3%
- Szén (C) = 0,6%